# Making Mirrors
Making Mirrors es el tercer álbum de estudio del cantante belga-australiano Gotye. El álbum fue lanzado en Australia el 19 de agosto de 2011, y grabado en un estudio improvisado en la casa de los padres de Gotye, en la península de Mornington. Gracias al sencillo «Somebody That I Used To Know» que se desprende de este álbum, el cantante ha alcanzado las cimas de diversas listas de popularidad alrededor del mundo, recibido críticas favorables, y certificado con el disco de platino en Polonia, a solo un día de lanzado el álbum en ese país.

## Lista de canciones
Todas las canciones escritas y compuestas por Wally De Backer. 
| N.º | Título | Duración |  |
| 1.  | «Making Mirrors» | 1:01     |  |
| 2.  | «Easy Way Out» | 1:57     |  |
| 3.  | «Somebody That I Used to Know» (con Kimbra)                                                                             | 4:04     |  |
| 4.  | «Eyes Wide Open» | 3:11     |  |
| 5.  | «Smoke and Mirrors» | 5:13     |  |
| 6.  | «I Feel Better» | 3:18     |  |
| 7.  | «In Your Light» | 4:39     |  |
| 8.  | «State of the Art» | 5:22     |  |
| 9.  | «Don’t Worry, We’ll Be Watching You»                                                                                    | 3:18     |  |
| 10. | «Giving Me a Chance» | 3:07     |  |
| 11. | «Save Me» | 3:53     |  |
| 12. | «Bronte» | 3:18     |  |
| 13. | «Dig Your Own Hole» (bonus track de iTunes; descarga adicional de bandtag.com.au como parte del CD de edición limitada) | 4:23     |  |
| 14. | «Somebody That I Used to Know – Faux Pas Remix» (bonus track de preventa de iTunes)                                     | 3:59     |  |
| 15. | «Showdown Below My Sombrero» (bonus track de preventa del CD/DVD)                                                       | 2:30     |  |

| DVD adicional de edición limitada |                                                             |          |  |
| N.º                               | Título                                                      | Duración |  |
| 1.                                | «The Making of Eyes Wide Open» (documental)                 | 8:01     |  |
| 2.                                | «Making Making Mirrors» (documental)                        | 10:03    |  |
| 3.                                | «Eyes Wide Open» (vídeo musical)                            | 3:18     |  |
| 4.                                | «Somebody That I Used to Know» (con Kimbra) (vídeo musical) | 4:03     |  |
| 5.                                | «State of the Art» (vídeo musical)                          | 5:18     |  |
| 6.                                | «Bronte» (vídeo musical)                                    | 3:14     |  |

## Posicionamiento en listas
| Lista (2011–12)                 | Mejor posición |
| ------------------------------- | -------------- |
| Australian Albums Chart         | 1              |
| Austrian Albums Chart           | 6              |
| Belgian Albums Chart (Flanders) | 3              |
| Belgian Albums Chart (Wallonia) | 9              |
| Canadian Albums Chart           | 5              |
| Croatian Albums Chart           | 46             |
| Czech Albums Chart              | 29             |
| Danish Albums Chart             | 7              |
| Dutch Albums Chart              | 5              |
| French Albums Chart             | 4              |
| German Albums Chart             | 3              |
| Greek Albums Chart              | 26             |
| Irish Albums Chart              | 7              |
| Italian Albums Chart            | 5              |
| Mexican Albums Chart            | 72             |
| New Zealand Albums Chart        | 8              |
| Norwegian Albums Chart          | 11             |
| Polish Albums Chart             | 1              |
| Portuguese Albums Chart         | 23             |
| Scottish Albums Chart           | 5              |
| Swedish Albums Chart            | 28             |
| Swiss Albums Chart              | 10             |
| UK Albums Chart                 | 4              |
| US Billboard 200                | 7              |
| US Rock Albums                  | 2              |
| US Alternative Albums           | 1              |

| País        | Certificación |
| ----------- | ------------- |
| Australia   | Platino 3×    |
| Austria     | Oro           |
| Bélgica     | Platino       |
| Canadá      | Oro           |
| Alemania    | Oro           |
| Polonia     | Platino       |
| Reino Unido | Oro           |

| Lista (2011)                    | Posición |
| ------------------------------- | -------- |
| Australian Albums Chart         | 4        |
| Belgian Albums Chart (Flanders) | 10       |
| Dutch Albums Chart              | 43       |